# Галушка Оксана Андріївна
Оксана Андріївна Галушка (нар. 1894, Австро-Угорщина — ?, місто Городок Львівської області) — українська радянська діячка, ланкова колгоспу імені Шевченка Городоцького району Львівської області. Герой Соціалістичної Праці (26.02.1958).

## Біографія
Народилася в селянській родині. Рано втратила батьків. З дитячих років наймитувала, працювала в сільському господарстві.
З 1950 року — ланкова колгоспу імені Шевченка міста Городка Городоцького району Львівської області.
26 лютого 1958 року отримала звання Героя Соціалістичної Праці з врученням ордена Леніна і золотої медалі «Серп і молот» за високі досягнення у вирощуванні цукрових буряків. У 1957 році зібрала з кожного гектара по 710 центнерів цукрових буряків. У 1958 році ланка Оксани Галушки одержала з кожного гектара по 627 центнерів цукрових буряків та по 1.050 центнерів зеленої маси кукурудзи.
Потім — на пенсії в місті Городку Городоцького району Львівської області, де й похована.

## Нагороди
- Герой Соціалістичної Праці (26.02.1958)
- орден Леніна (26.02.1958)
- медалі